# أندريه فينيسيوس
أندريه فينيسيوس ليما أوليفيرا (بالبرتغالية: André Vinícius Lima de Oliveira‏) (30 يوليو 1991 في البرازيل - ) هو لاعب كرة قدم برازيلي في مركز الدفاع. لعب مع أتلتيكو براغانتينو وجمعية بورتوغيزا الرياضية ونادي أونياو دا ماديرا ونادي بارانا ونادي كورينثيانز وناسيونال ساو باولو.

## وصلات خارجية
- أندريه فينيسيوس ليما أوليفيرا على موقع قاعدة بيانات كرة القدم.إي يو (الإنجليزية)
- أندريه فينيسيوس ليما أوليفيرا على موقع Soccerway.com (الإنجليزية)